# Ecoinversión
La ecoinversión (a veces escrito eco-inversión, por la grafía inglesa eco-investing, pero en español los prefijos van soldados a la palabra principal) o inversión verde, es una forma de inversión socialmente responsable que se realiza en empresas que apoyan o fabrican productos o prácticas medioambientalmente sostenibles. Estas empresas fomentan (y a menudo se benefician de) las nuevas tecnologías que apoyan la transición de la dependencia de carbón a alternativas más sostenibles.
Como los impactos ambientales de las industrias se hacen más evidentes, los temas verdes no solo adquieren protagonismo en la cultura popular, sino también en el mundo financiero. En la década de 1990 muchos inversores "comenzaron a buscar aquellas empresas que fueron mejores que sus competidores en cuanto a la gestión de sus impactos ambientales." Mientras algunos inversionistas quieren evitar solo "los más atroces contaminadores", el énfasis de muchos inversores ha cambiado de "cómo se utiliza el dinero" hacia "usarlo en forma positiva y transformadora para sacarnos de donde estamos ahora, en definitiva, a una sociedad verdaderamente sostenible."
El marcador «Global CLimate Prosperity Scoreboard» —lanzado por Ethical Markets Media y la Alianza de Prosperidad Climática para supervisar las inversiones privadas en empresas verdes— estima que más de  1,248 billones de dólares norteamericanos ($) se han invertido en energía solar, eólica, geotérmica, oceánica/hidráulica y otros sectores verdes desde 2007. Esta cifra representa las inversiones de América del norte, China, India, y Brasil, así como en otros países en desarrollo.[3]

## Inversión Eco/Verde versus inversión socialmente responsable
Mientras muchas ecoinversiones podrán considerarse socialmente responsables, y viceversa, las dos no son mutuamente incluyentes. Las inversiones socialmente responsables se realizan solo en aquellas empresas que satisfacen determinados criterios morales o éticos. Esto puede incluir empresas con interés en el medio ambiente, pero también es compatible con varios otros temas sociales y religiosos.
Las ecoinversiones se centran en las soluciones sostenibles a los problemas medioambientales. Específicamente, las ecoinversiones se centran en las empresas que trabajan en las energías renovables y tecnologías limpias.

## Sectores de ecoinversión
Hay varios sectores que entran en el concepto de ecoinversión. Las energías renovables incluyen los sectores solares, eólica, mareomotriz, y tecnología hidráulica convencional. Esto incluye compañías que construyen paneles solares o turbinas eólicas, o materias primas y servicios que contribuyen a estas tecnologías. También se refiere al almacenamiento de energía —empresas que desarrollan y utilizan tecnologías para almacenar grandes cantidades de energía, especialmente renovable. Un buen ejemplo son las células de combustible usadas en coches híbridos. En el sector de las energías renovables existen también los biocombustibles. Este grupo incluye a las empresas que utilizan o son fuentes de recursos biológicos (como las algas, maíz o residuos de madera) para crear energía o combustible. Otras tecnologías que se incluyen en el grupo de las energías renovables son: geotérmica (empresas que se sirven del calor terrestre o lo convierten en energía eléctrica) e hidroeléctrica (empresas que aprovechan la energía del agua para hacer electricidad).
Los sectores de construcción y de eficiencia energética se refieren a las empresas que fabrican materiales de construcción verdes o servicios eficientes en el mundo de la ingeniería y arquitectura. Los materiales de construcción verdes incluyen vidrio eficiente, aislamiento e iluminación, entre otros. Las empresas de reciclaje y compañías dedicadas al ahorro energético también pertenecen a este sector.
El sector de la Eco vida se refiere a las empresas que ofrecen bienes y servicios sostenibles para una vida sana. Esto incluye la agricultura ecológica, pesticidas (plaguicidas) verdes, cuidado de la salud y productos farmacéuticos.
La inversión verde ha crecido significativamente en el Reino Unido y ahora hay 136 fondos enumerados en la Worldwise Investor Fund Library en los temas: agricultura, carbón, energía limpia, forestal, ambiental, agua y multitemática. Todos estos fondos son responsables de alrededor de 21,8 millardos de libras esterlinas (£) en el Reino Unido.

## Ecoetiqueta financiera
La Comisión Europea lanzó en mayo de 2018 un sistema para etiquetar las actividades económicas medioambientalmente sostenibles, con el fin de que los consumidores puedan identificarlas y fomentar la adopción de prácticas empresariales más respetuosas con el entorno.